# Kateryna Serdjuk
Dubrovina Kateryna Valeriïvna Serdjuk-Sumko (in ucraino Катерина Валеріївна Сердюк?; 22 gennaio 1983) è un'arciera ucraina.

## Palmarès

### Olimpiadi
- 1 medaglia:
  - 1 argento (Sydney 2000 a squadre)